# Francis Lopez
Francis Lopez, född Francisco Jean Lopez 15 juni 1916 i Montbeliard, Frankrike, död 5 januari 1995 i Paris, var en kompositör.

## Filmmusik i urval
- 1959 - Asphalte
- 1947 - Quai des orfèvres